# Rolf Dräger
Rolf Dräger († 2. Oktober 1970 in Spielberg) war ein deutscher Ingenieur und Hochschullehrer.

## Leben
Dräger trat in die Luftwaffe der Wehrmacht ein und war am 1. Januar 1940 Oberleutnant der Reserve und Technischer Offizier in der Küstenfliegergruppe 806. Diese war bereits mit der Heinkel He 111J ausgestattet worden und besonders für den Kampf über See ausgebildet. Am 1. September 1942 wurde sie Teil des Kampfgeschwaders 54. Dräger war seit Mai 1942 Hauptmann der Reserve und wurde am 1. April 1943 zum Major der Reserve befördert. Inzwischen hatte er auch das Deutsche Kreuz in Silber erhalten. Am 20. Februar 1943 wechselte er, als Vertreter des Gruppenkommandeurs, zur III. Gruppe des Kampfgeschwaders 26, wo er das Kriegsende erlebte.
Anschließend war er von 1945 bis 1949 als freiberuflicher Ingenieur tätig. Ab 1949 war er Professor an der Technischen Hochschule in Karlsruhe und Direktor des Instituts für Fördertechnik. 1966 ging er in den Ruhestand.